# 1ª Brigata di fanteria "Golani"
La Brigata Golani (ebraico: חטיבת גולני), conosciuta anche come 1ª Brigata di Fanteria, è una brigata delle Forze di Difesa Israeliane. Ha come simbolo un albero verde su sfondo ocra e i soldati che vi prestano servizio indossano un berretto marrone. È una delle più decorate unità di fanteria delle forze armate israeliane e consiste in 5 battaglioni, di cui due esistenti sin dalla fondazione (il 12° e il 13°), uno trasferito dalla brigata Givati (il 51°) e due battaglioni di forze speciali.
Fu formata il 28 febbraio 1948, quando la Brigata Levanoni nella Galilea superiore fu unita alla Brigata Carmeli. Essa è subordinata alla 36ª Divisione ed è una delle unità di fanteria più decorate d'Israele.